# Bahnhof Lille-Europe
Lille-Europe (französisch Gare de Lille-Europe) ist ein Durchgangsbahnhof in Lille. Er wird von den Hochgeschwindigkeitszügen Eurostar und TGV genutzt.

## Geschichte

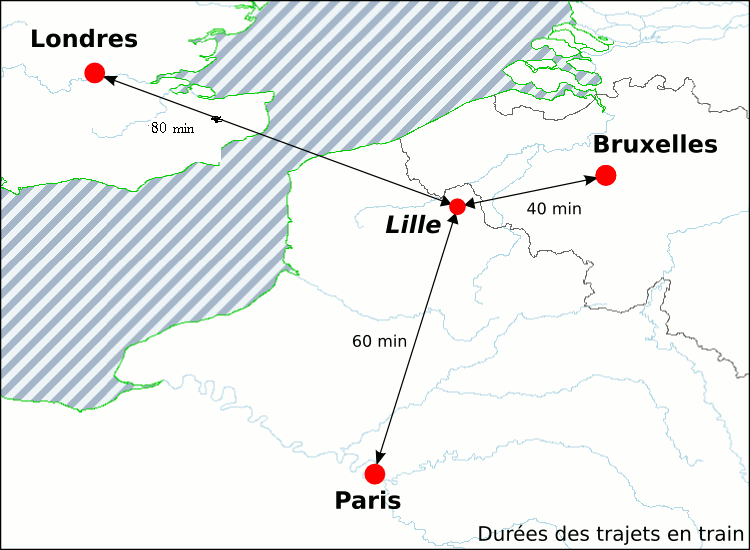
Karte des Städtedreiecks Paris, London und Brüssel

Der von der SNCF betriebene Bahnhof wurde 1993 als Unterwegshalt für die internationalen Züge in das Vereinigte Königreich und nach Belgien sowie für inländische TGV-Züge nach Plänen des Architekten Jean-Marie Duthilleul gebaut. Lille-Europe ist der einzige der an einer Hochgeschwindigkeitslinien befindlichen gares nouvelles, welcher in einem Stadtzentrum neu angelegt wurde.
Im Mai 1994 wurde der Bahnhof vom damaligen französischen Präsidenten François Mitterrand eröffnet. Der bisherige Hauptbahnhof von Lille, nun Lille-Flandres genannt, ist mit Lille-Europe durch das Einkaufszentrum Euralille verbunden und dient seither dem Regionalverkehr und einigen TGV-Verbindungen aus Paris sowie verschiedene Zielorte im Großraum Lille.

## Verkehr
In Lille-Europe halten nebst den Eurostar- auch TGV-Züge nach Brüssel, Paris und Südfrankreich. Einige TGV nach Paris sind als TERGV (Transport express régional à grande vitesse) auch mit Regionalverkehrsfahrscheinen zugänglich.
Im Stadtverkehr ist Lille-Europe an die Metrolinie 2 und zwei Straßenbahnlinien angeschlossen. Vor dem Bahnhof verkehren Fernbusse diverser Gesellschaften wie Flixbus oder BlaBlaBus.

## Siehe auch

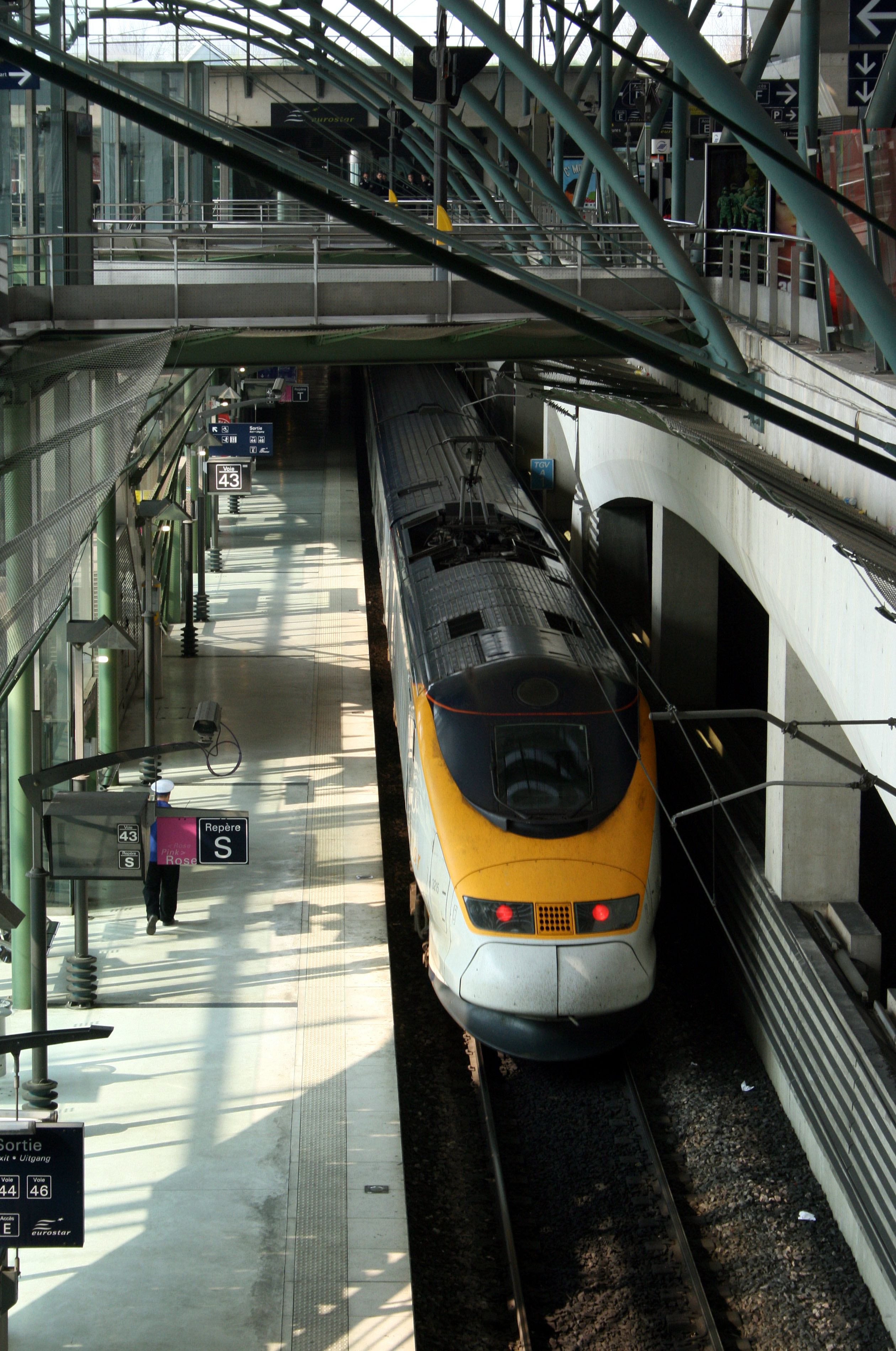
Eurostar im Bahnhof Lille Europe (2007)